# بالماريدجي
بالماريدجي (بالإيطالية: Palmariggi)‏ هي بلدية في مقاطعة ليتشي في إقليم بوليا الإيطالي.

## السكان
في سنة 1861 بلغ عدد السكان 800 نسمة، وتطور العدد ليصل في سنة 2011 لـ 1٬554 نسمة.
يظهر هذا المخطط البياني تطور النمو السكاني لـ بالماريدجي